# 李宗
李宗（？—？），战国时期人物，李姓早期人物之一。
李宗相传是老子李耳的儿子，战国时任魏国将領。封于段干。李宗的儿子李注，李注的儿子李宫，李宫的玄孙李假，李假在汉朝汉文帝时出仕为官。李假的儿子李解担任西汉胶西王太傅，此后居家齐地。